# Yann Gonzalez
Yann Gonzalez (Nice, 1 de janeiro de 1977) é um cineasta e jornalista francês.

## Carreira
Jornalista de formação, passou a atuar no cinema em 2006 com os filmes By the Kiss (2006), Entracte (2007), Je vous hais petite filles (2008) que foram selecionados para a Quinzena dos Realizadores do Festival de Cannes, e Les Astres Noirs (2009), produzida para a La Collection de Canal + em 2008 (tema “Writing for a singer”), também selecionada em Cannes no âmbito da Semana da Crítica. Quase sempre convocava os mesmos atores: Kate Moran, Salvatore Viviano, Pierre-Vincent Chapus. Em Les Astres Noirs, ele estrela o cantor Julien Doré. Ele também colabora regularmente para a música de seus filmes com M83, um grupo do qual seu irmão é o líder e fundador: Anthony também compôs a trilha sonora de By the Kiss (título que aparece no álbum Digital Shades of M83), Os encontros depois meia-noite e Uma faca no coração, com seu ex-companheiro Nicolas Fromageau.
Em 2013, fez seu primeiro longa-metragem intitulado Les Rencontres après minuit. Seu filme, Les Îles, ganhou o Queer Palm de curta-metragem no Festival de Cannes 2017. Em 2018, A Knife in the Heart foi selecionado para a competição oficial do Festival de Cannes 20187. É membro do coletivo 50/50 que visa a promoção da igualdade entre mulheres e homens e a diversidade no cinema e audiovisual.

## Filmografia
| Ano  | Título                                | Formato        |
| ---- | ------------------------------------- | -------------- |
| 2006 | By the Kiss                           | curta-metragem |
| 2007 | Intermission                          | curta-metragem |
| 2008 | I Hate You Little Girls               | curta-metragem |
| 2009 | Three Celestial Bodies                | curta-metragem |
| 2012 | We Will Never Be Alone Again          | curta-metragem |
| 2012 | Land of My Dreams                     | curta-metragem |
| 2013 | You and the Night                     | longa-metragem |
| 2014 | Les 18 du 57, Boulevard de Strasbourg | curta-metragem |
| 2017 | Islands                               | curta-metragem |
| 2018 | Knife + Heart                         | longa-metragem |
| 2021 | Fou de Bassan                         | curta-metragem |
| 2022 | Hideous                               | curta-metragem |